# 야노 류케이
야노 류케이(일본어: 矢野 龍渓, 1851년 1월 2일 ~ 1931년 6월 18일)는 일본 메이지 시대 초기의 정치가, 소설가이자 언론인, 사상가이다. 류케이(龍溪)는 그의 호이며, 본명은 야노 후미오(일본어: 矢野 文雄)이다.

## 정치 활동
야노 류케이는 지금의 오이타현인 분고국 사이키번(佐伯藩)에서 1850년 후지와라씨 계열 모리씨 출신 무사의 아들로 태어났으며, 게이오 의숙(慶應義塾, 현재의 게이오기주쿠 대학)을 졸업했다. 1878년 후쿠자와 유키치의 추천으로 오쿠마 시게노부를 보좌했고, 1881년 정변으로 오쿠마가 하야한 뒤 1882년 입헌개진당을 결성하자 이에 참여했다. 1882년과 1884년에는 자유민권운동을 주장하는 책을 썼다.
1890년 일본 제국의회 개원 직후에 궁내성 관료가 되었으며, 1897년부터 1899년까지는 당시의 외무대신 오쿠마 휘하에서 청나라 주재 일본 공사를 맡기도 했다. 퇴임 후에도 사회 문제에 관심을 기울였다.

## 미디어 활동
1882년 《유빈호치 신문》(郵便報知新聞)의 사장에 취임했으며, 1884년부터 1886년까지 유럽, 미국의 신문사를 시찰하고 귀국한 뒤, 신문의 대중화를 내걸고 일대 개역을 단행했다. 1924년 오사카 마이니치 신문사 부사장을 역임했다.

## 저술 활동
야노 류케이는 유명한 정치소설 《경국미담》(經國美談)을 썼다.
번역서를 어떻게 읽을 것인가 하는 내용이 담긴 《역서독법》(譯書讀法)이라는 책도 썼다. 1883년 호치샤(報知社)라는 출판사에서 출간되었다. 야노가 살았던 오이타현의 쓰루타니(鶴谷)란 곳에는 향리 사람들이 영국과 미국의 순회도서관을 본떠서 책을 돌려가며 읽는 독서회를 만들었다. 《역서주람사》(譯書周覽社)라고 불렸다. 역서주람사의 구성원은 열 명 남짓으로 많지 않았지만, 무슨 책부터 어떻게 읽으면 좋을지 몰라서 야노에게 가르침을 부탁했다. 야노이는 역서를 읽는 데는 '정해(精解)의 법'과 '소달(疏達)의 법'이 있는데, 전자는 정독하며 깊이 있게 읽는 방식이라 많이 읽을 수 없고, 후자는 좀 모르는 부분이 있더라도 뛰어넘어가서 많은 책을 읽는 다독 방식인데 두 방법 모두 장단점이 있으니 균형있게 취해야 한다고 말했다. 그리고 파편화된 정보를 기억해서 여러 장르의 책들을 스스로 연관지어 가면서 읽어야 한다고도 설명했다. 지리를 읽을 때는 지리만, 역사를 읽을 때는 역사로만 암기해서는 안 되고 그렇게 '연결'의 방법으로 지리와 역사를 결합해야 이해가 빠르고 온전하다는 말이다. 야노는 아예 독서법을 써서 출판했고 그게 바로 《역서독법》이다. 야노이는 내무성 도서국에 납본된 '역서 목록'을 일일이 조사해서 실제로 그 책을 대조해서 이 책을 썼다고 한다.